# Rekognitionsskog
Rekognitionsskog var i Sverige ett skogsområde som av kronan tilldelades ett bruk för att täcka dess behov av framför allt kolningsved. För nyttjandet av dessa skogsrättigheter fick bruken betala en årlig avgift, så kallad rekognition.

## Historia
För att järnbruken skulle kunna framställa träkol fick de av kronan rätt att avverka träd inom särskilda skogsområden. I slutet av 1600-talet blev det vanligt att bruken fick erlägga en avgift, rekognition, för detta privilegium. De tilldelade skogarna kallades därmed för rekognitionsskogar. De blev särskilt vanliga i Hälsingland men fanns även längre norrut.
Rekognitionsskogar kunde antingen tilldelas från allmänningar, där kronan hävdade sitt delägarskap, eller från de obebodda marker som kronan helt och hållet ansåg vara sina. Om skattebönder fanns inom det tilldelade området kunde deras skatter köpas in av bruken och transformeras till kolningsskyldighet. Rekognitionsskogarna var knutna till enskilda bruk, vilket innebar att de återgick till kronan om bruk lades ned. Kronan kunde dock ge tillstånd till att nyttjanderätten överfördes till något annat företag.
Genom ett kungligt brev 1739 fick sågverken på motsvarande sätt möjlighet att ta timmer på kronoskogar, som kom att kallas för stockfångstskogar.

## Rekognitionsskogarnas försvinnande
År 1811 utfärdade riksdagen en kungörelse som gav bruken rätt att köpa loss rekognitionsskogarna. Över 333 000 hektar övergick på detta sätt i brukens ägo innan rätten upphörde 1898. De återstående rekognitionsskogarna omvandlades successivt till kronoparker. År 1941 fanns 23 000 hektar gamla rekognitionsskogar eller bergverksskogar kvar, men detta år minskades arealen till omkring 9 000 hektar genom att Kengis kolfångstskog blev kronopark. Den exakta arealen angavs 1957 till 8 984 hektar, varav 7 695 hektar skogsmark.